# Jogo do pau

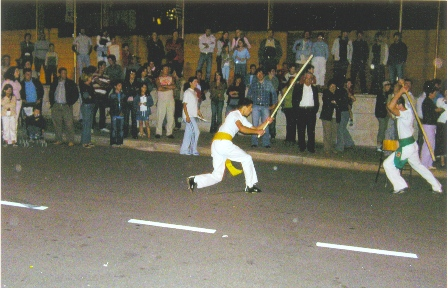
Exhibición de jogo do pau en la calle.

El Jogo do Pau (en español juego de palo) es un sistema tradicional de combate de España y Portugal, considerado como un arte marcial. Tiene su origen en las regiones de Galicia y del norte de Portugal, alrededor del río Miño.